# Dominique Colonna
Dominique Colonna (Corte, 4 settembre 1928 – Corte, 12 settembre 2023) è stato un calciatore e allenatore di calcio francese, di ruolo portiere.

## Carriera

### Club
Cresciuto nelle giovanili della squadra del suo paese natale, approdò nel Montpellier nel 1948. Durante i suoi 15 anni di carriera difese anche le porte di Stade Français, Nizza e Stade de Reims totalizzando 340 presenze in campionato.
Nel 1959 è stato vicecampione d'Europa.

### Nazionale
Con la nazionale francese ha disputato 13 partite, di cui 10 amichevoli e 3 gare di qualificazione. Ha fatto parte della selezione classificatasi al terzo posto ai mondiali di Svezia 1958, senza scendere mai in campo.

## Palmarès

### Competizioni nazionali
- Campionato francese: 4

Nizza: 1955-1956
Stade de Reims: 1957-1958, 1959-1960, 1961-1962
- Coppa di Francia: 1

Stade de Reims: 1957-1958
- Supercoppa francese: 1

Stade de Reims: 1958